# Ilinskit
Ilinskit ist ein sehr selten vorkommendes Mineral aus der Mineralklasse der „Oxide und Hydroxide“ mit der chemischen Zusammensetzung NaCu5[O2|Cl3|(SeO3)2] und damit chemisch gesehen ein Natrium-Kupfer-Selenit mit zusätzlichen Sauerstoff- und Chlorionen. Als enge Verwandte der Oxide werden die Selenite in dieselbe Klasse eingeordnet.
Ilinskit kristallisiert im orthorhombischen Kristallsystem und entwickelt tafelige, nach der c-Achse gestreckte Kristalle bis etwa 0,35 mm Länge und 0,05 mm Dicke mit einem glasähnlichen Glanz auf den Oberflächen. Das Mineral ist durchsichtig und von eigenfarbig smaragdgrüner Farbe. Es hinterlässt entsprechend auf der Strichtafel einen hellgrünen Strich.
Mit einer Mohshärte von 1,5 gehört Ilinskit zu den weichen Mineralen und lässt sich damit etwas leichter mit dem Fingernagel ritzen als das Referenzmineral Gips (Härte 2). Auf mechanische Belastung wie beispielsweise die Ritznadel reagiert Ilinskit dennoch spröde.

## Etymologie und Geschichte
Ilinskit wurde erstmals 1979 in Mineralproben entdeckt, die nach der großen Spalteneruption 1975–1976 an der Fumarole Glawnoje (englisch Glavnoye; „Hauptfumarole“) und am zweiten Schlackenkegel des Vulkans Tolbatschik auf der Halbinsel Kamtschatka im russischen Föderationskreis Ferner Osten gesammelt wurden. Beide Fundstätten gelten daher als Typlokalität von Ilinskit. Die Analyse und Erstbeschreibung erfolgte durch Lidija Pawlowna Wergassowa, T. F. Semenowa, R. R. Shuvalov, Stanislaw K. Filatow, V. V. Anan'yev (russisch: Л. П. Вергасова, Т. Ф. Семенова, Р. Р. Шувалов, С. К. Филатов, В. В. Ананьев), die das Mineral nach dem russischen Mineralogen Georgii Alekseevich Il’inskii (russisch: Георгия Алексеевича Ильинского oder Георгий Алексеевич Ильинский 1927–1996) benannten.
Die Untersuchungsergebnisse und der gewählte Name wurden 1996 der International Mineralogical Association zur Prüfung vorgelegt (interne Eingangs-Nr. der IMA: 1996-027), die den Ilinskit als eigenständige Mineralart anerkannte. Die Publikation der Erstbeschreibung folgte im Jahr darauf zunächst im russischen Fachmagazin Доклады Академии наук [Doklady Akademii Nauk] (deutsch: Berichte der Akademie der Wissenschaften) und wurde 1998 im englischsprachigen Fachmagazin American Mineralogist bestätigt.
Das Typmaterial des Minerals wird in der Mineralogischen Sammlung des Bergbaumuseums und der Staatlichen Bergbau-Universität Sankt Petersburg (ehemals Staatliches Bergbauinstitut) in Sankt Petersburg unter den Katalog-Nr. 2090/1 bzw. 1/18304 aufbewahrt.

## Klassifikation
Da der Ilinskit erst 1996 als eigenständiges Mineral anerkannt wurde, ist er in der seit 1977 veralteten 8. Auflage der Mineralsystematik nach Strunz noch nicht verzeichnet. Einzig im Lapis-Mineralienverzeichnis nach Stefan Weiß, das sich aus Rücksicht auf private Sammler und institutionelle Sammlungen noch nach dieser alten Form der Systematik von Karl Hugo Strunz richtet, erhielt das Mineral die System- und Mineral-Nr. IV/K.05-60. In der „Lapis-Systematik“ entspricht dies der Klasse der „Oxide und Hydroxide“ und dort der Abteilung „Sulfite, Selenite und Tellurite“, wobei in den Gruppen IV/K.01 bis 10 die Sulfite, Selenite und Tellurite mit Brugruppen [XO3]2− und Verwandte eingeordnet sind. Ilinskit bildet hier zusammen mit Albertiniit, Allochalkoselit, Burnsit, Chloromenit, Georgbokiit, Gravegliait, Hannebachit, Nicksobolevit, Orschallit, Parageorgbokiit, Prewittit und Sophiit eine eigenständige, aber unbenannte Gruppe (Stand 2018).
Die von der IMA bis 2009 aktualisierte 9. Auflage der Strunz’schen Mineralsystematik ordnet den Ilinskit in die erweiterte Abteilung der „Arsenite, Antimonite, Bismutite, Sulfite, Selenite, Tellurite und Iodate“ ein. Diese ist weiter unterteilt nach der möglichen Anwesenheit von zusätzlichen Anionen und Kristallwasser, so dass das Mineral entsprechend seiner Zusammensetzung in der Unterabteilung „Selenite mit zusätzlichen Anionen; ohne H2O“ zu finden ist, wo es als einziges Mitglied die unbenannte Gruppe 4.JG.20 bildet.
Die vorwiegend im englischen Sprachraum gebräuchliche Systematik der Minerale nach Dana ordnet den Ilinskit dagegen in die Klasse der „Sulfate, Chromate und Molybdate“ und dort in die Abteilung der „Selenate und Tellurate“ ein. Hier ist er als einziges Mitglied in der unbenannten Gruppe 33.03.04 innerhalb der Unterabteilung „Selenate und Tellurate mit anderen Aniongruppen“ zu finden.

## Chemismus
Gemäß der idealisierten (theoretischen) und von der IMA anerkannten Zusammensetzung NaCu5O2(Se4+O3)2Cl3, was der kristallchemischen Strukturformel NaCu5[O2|Cl3|(SeO3)2] nach Strunz entspricht, besteht Ilinskit aus einem Natrium- (Na+) und fünf Kupfer-Kationen (Cu2+) sowie zwei Selenit-Anionen (SeO3)2− und für den Ladungsausgleich in der Verbindung zusätzlich zwei Sauerstoff- (O2−) und drei Chlor-Anionen (Cl−).
Diese Zusammensetzung entspricht einem Massenanteil (Gewichts-%) von 3,1364 Gew.-% Na, 43,3463 Gew.-% Cu, 17,4613 Gew.-% O, 14,5088 Gew.-% Cl und 21,5472 Gew.-% Se. Bei natürlichen Ilinskit-Proben wurden allerdings zusätzlich geringe Gehalte von Kalium (K) mit einem Massenanteil in der Oxidform zwischen 0,59 und 1,23 Gew.-%K2O gemessen.

## Kristallstruktur
Ilinskit kristallisiert orthorhombisch in der Raumgruppe Pbnm (Raumgruppen-Nr. 62, Stellung 3) mit den Gitterparametern a = 10,48 Å; b = 17,73 Å und c = 6,43 Å sowie vier Formeleinheiten pro Elementarzelle.

## Bildung und Fundorte
Ilinskit bildet sich als Sublimationsprodukt aus vulkanischen Gasen an Fumarolen, wo er unter anderem vergesellschaftet mit Burnsit, Chalkocyanit, Chloromenit, Cotunnit, Georgbokiit, gediegen Gold, Halit, Melanothallit, Sophiit und Tolbachit auftreten kann.
Bisher sind außer den beiden Typlokalitäten, die Fumarole Glawnoje und der zweite Schlackenkegel des Vulkans Tolbatschik auf der russischen Halbinsel Kamtschatka, kein weiterer Fundort für Ilinskit bekannt (Stand 2020).